# Epi Info
Epi Info är ett statistikprogram för epidemiologisk analys utvecklat av Centers for Disease Control and Prevention och publicerat som public domain.